# Lefortovo (stanice metra v Moskvě)
Lefortovo (rusky Лефортово) je stanice moskevského metra na lince Bolšaja kolcevaja, která byla zprovozněna dne 27. března 2020 v rámci úseku Kosino - Lefortovo na Někrasovské lince. Tehdy celý úsek byl obsluhován v rámci této linky. Dne 17. března 2023 byly z Někrasovské linky vyjmuty stanice Aviamotornaja, Lefortovo a Elektrozavodskaja (zprovozněna 31. prosince 2020 a rovněž dočasně připojena k Někrasovské lince) a následně 20. března 2023 připojeny k lince Bolšaja kolcevaja. Stanice je pojmenována podle čtvrti, ve které se nachází.

## Charakter stanice
Stanice Lefortovo se nachází na křižovatce Soldatské (Солдатская улица) a Naličné ulice (Наличная улица) ve stejnojmenné čtvrti v prostoru parku u kina Sputnik. Vzhledem k husté zástavbě má stanice pouze jeden (podzemní) vestibul a jeden povrchový pavilon s výstupem na Naličnou ulici, k bytovým domům a k zastávkám veřejné dopravy. U stanice existuje i druhý vestibul, ten však funguje pouze jako evakuační východ. Na základě stanice bude zde zorganizován dopravně-přestupní uzel, který v sobě bude zahrnovat i zastávky autobusů a tramvají, kterou budou s vestibulem propojeny podzemním průchodem. V rámci realizace výstavby uzlu dojde i na rekultivaci přilehlého parku. Na stanici je celkem osm eskálatorů (čtyři z povrchového pavilonu do vestibulu a čtyři z vestibulu k nástupišti) a tři výtahy pro cestující s omezenou možností pohybu.
Architektonické a výtvarné řešení stanice je spjato s historií čtvrti Lefortovo z doby cara Petra I. Interiéry jsou stylizovány ve stylu starobylých rytin doby na přelomu 17. a 18. století. Monochromatické tematické nákresy v pokladně a vestibulu jsou připomínkou bohatého historického dědictví této oblasti. Pro výzdobu byla použita jak tradiční malba, tak plotrový tisk na kov. Stěny povrchového pavilonu zdobí černobílý dekorativní panel o celkové ploše 92,16 m², rovněž stylizovaný do tradiční rytiny z 18. století a představující panoramatický obraz paláce Lefortovo, odrážející se ve vodní hladině řeky Jauzy. Při výzdobě stanice byl použit bílý mramor, světle šedá sibiřská a černá (gabro-diabasová) žula, vláknobeton a hliníkové panely. Sloupy jsou obloženy černobílými dlaždicemi. Podlaha stanice je osvětlena LED lampami. Strop ve vestibulu s turnikety zdobí panel s rodovým erbem Le Fortů.

## Fotogalerie
- Erb rodu Le Fortů
- Interiér povrchového pavilonu